# Hydnophytum tortuosum
Hydnophytum tortuosum är en måreväxtart som beskrevs av Odoardo Beccari. Hydnophytum tortuosum ingår i släktet Hydnophytum och familjen måreväxter. Inga underarter finns listade i Catalogue of Life.